# 妖界ナビ・ルナ
『妖界ナビ・ルナ』（ようかいナビ・ルナ）は、池田美代子作の児童文学。または、それを原作とした菊田みちよ作画の漫画作品。

## 概要
岩崎書店からII期も併せ全12巻刊行。フォア文庫による整理番号では「B 小学校中・高学年向き」であるとされている。I期は琴月綾が絵を手がけていたがII期からは戸部淑に変更されている。Ⅰ期は愛蔵版も出版されている。
講談社の少女漫画雑誌『なかよし』で2008年8月号から2010年8月号にかけて、菊田みちよ作画で漫画化もされている。また、原作者の池田美代子が同誌の増刊号である『なかよしラブリー』に番外編として小説にはない書き下ろしのストーリーを提供することもある。
2008年9月発売予定だった妖界ナビ・ルナII-(3) については一度は2009年1月に発売予定を延期した。しかし、その延期した発売予定月の岩崎書店ウェブサイトに出版中断のお知らせが掲載され、著者体調不良のために出版中断が決定したことが発表された。
同年3月に講談社青い鳥文庫のウェブサイトにおいて、妖界ナビ・ルナII-(3) として岩崎書店から発売される予定だった「ガラスの指輪」を、「新 妖界ナビ・ルナ (1) ガラスの指輪」として発売することが発表され、5月の新刊一覧に追加された。その後、刊行月が6月に変更になり、同時に紹介ページが同サイトに掲載され、正式に青い鳥文庫で再開されることが発表された。

## あらすじ
妖界ナビ・ルナ
竜堂ルナはもうすぐ4年生になる少女。赤子の頃、児童養護施設・星の子学園の前に置き去りにされて以来、ここで育ってきた。ある夜、かまちにサエが誘拐されるという事件が起こる。そしてこの事件を発端に、不可解な出来事が連続して発生する。最終的にルナは己の秘密と使命を知り、悪い妖怪を妖界に連れ戻す、妖界ナビゲーターとして旅立つ。
四人の妖怪を妖界へ帰し、四つの玉を集めたルナ。しかし次の妖怪が見つからないまま、大晦日を迎えてしまう。その夜、突然四つの玉が光り出す。光が指し示した先はルナの産まれた場所であり、妖界と人間界を繋ぐ入口のある夜鳴島だった。そこへ向かう途中、ルナはタイ、都和子先生と再会する。そして都和子先生は二人の秘密を語り始めた。やがて都和子先生が語り終える時、タイとカザンはルナ達に攻撃を始める。かくして伝説の子の戦いの火蓋は切られた。
妖界ナビ・ルナII
たびかさなる妖怪との戦いの末に、人間界と妖界の通路を封印したルナは長い眠りについていた-。ふたたび目ざめたそこは、亡き母レンメイのふるさと、妖界の地だった。もっけ、スネリとの再会をはたし、念願の学校へもかようことができて、おだやかで平和な暮らしがはじまるはずであった。
青い鳥文庫版では『妖界ナビ・ルナ9 妖界への帰還』に該当する。
新 妖界ナビ・ルナ
妖界への道を封印したルナは、妖界で平和な生活を過ごしていた。しかし、世界を支配する力を持つ「悠久の玉」が何者かによって盗まれてしまう。ルナは行方不明になった兄「ヒュウ」を捜す青年『ソラウ』、同じく行方不明になってしまった兄「シフウ」を捜す少女『ふうり』と共に再び人間界へ旅立つ。
ルナと同じく妖怪と陰陽師の血をひく少女、ナナセと出会ったルナたち。護神剣と破妖剣を求めるナナセとの戦いは、ナナセと双子の姉の雛子が命を失うことによって終わる。そして、兄を捜していたソラウとふうりも、それぞれの兄の無事を確認する。世界を支配せんとする真の敵で、ナナセと雛子の父親・カイリュウの望みに従い、ルナは二人の亡骸と共に、最後の戦いを挑みにいく。

## 登場人物

### 半人半妖
竜堂ルナ（りんどう ルナ）
本作の主人公。人間で陰陽師である父親竜堂清吾と妖怪で沢白国の姫である母親レンメイから生まれた半人半妖であり、伝説の子の片割れ。焦げ茶色の長髪と色白の肌の他、時折緑色に見える茶色の大きな瞳を持つ。
赤子の頃、都和子先生によって星の子学園に連れてこられて以来、そこで平穏に暮らしていたが、スネリやもっけとの出会いをきっかけに父にかけられていた第三の目に施されていた封印が解かれて覚醒した。人間界に現れた妖怪の邪気を祓い清め、妖界に還す妖界ナビゲーターとして旅立つ。旅立った当時は小学4年生になる直前。うなじに第三の目を持ち、それを開眼させることでうず目になり、最高の動体視力と超運動能力を得る。九字や呪符といった陰陽道の術などを駆使する。性格は天然で優しく勇気があり、かまちにもっけが傷つけられるまで、怒ることを知らなかった。とても食いしん坊で、特技は学食のメニューを当てること。一番好きな食べ物はやきそばで二番はお好み焼き。運動オンチでカナヅチだが、初恋相手の幹太郎に教わり泳げるようになった。幼い頃のニックネームはリュナ。誕生日は1月1日（やぎ座）。血液型はO型。一人称は「わたし」。母・レンメイはルナとタイを産むと同時に死んでしまい、父・清吾はルナの第三の目を封じるため、その命を犠牲にした。
一番の好物は焼きそば。太麺が好き。苺も好きで、グッズを買ってしまうほど。
妖怪としての力が目覚めてからは、その寿命の永さゆえに成長速度が著しく遅くなっているが、本人はまだそのことには気づいていない。妖界に居る時は銀髪になり、狐の尻尾も生えるが、人間界に戻った時は人間として暮らしていた頃と同じ姿になっている。
漫画版では、髪色が明るい茶色になっている。リボンを外す時は基本的に“封印解除。第三の目を開眼する”と言う。第三の目が開眼すると目がうず目に変わる他、髪色は銀色に変化し、性格も冷たい様に見えて感情的なものになる。また、銀髪は普段は首に蝶々結びにされている赤いリボンでポニーテールに結われる。結印ができないために結界を張れない。妖界への道を開く時は、結印する代わりに呪文を唱える。旅立った当時は小学4年生になっている。
食いしん坊なルナでも一つだけ嫌いな食べ物は蒟蒻であることが漫画版で明かされた。食べた時の感触が苦手らしい。
竜堂タイ（りんどう タイ）
妖界ナビ・ルナ(2)から登場。たびたびルナの前に現れ、人間界に渡って来た妖怪達に情報を与えるなどして、ルナ達に玉を手に入れさせていた謎の少年。その正体はルナの双子の弟で、伝説の子の片割れ。右手のひらに第三の目を持っており、普段つけている手袋を外すとうず目になる。第三の目は赤子の時から開眼しており、タイを幾度も餓死から救った。ルナがよく使うタイプとは違う九字を使う。平行世界（妖界）のタイはルナと同じ、銀色の尻尾が生えていた。
赤子の頃、船上で都和子先生が目を離した隙に、沙李に雇われた男に連れ去られ、その男と生活をしていたが、物心ついた頃に逃げ出す。その後一度は施設にいたが沙李に連れ出され、それ以降は盗みなどの犯罪行為で食いつないで生きてきた。そんな孤独で過酷な生活のため妖力は強くなったが、心は荒み人間不信になった。一方で、カザンのことは信頼していた。
誕生日は1月1日（やぎ座）。好物は塩味の野菜ラーメン。
両親やレンスイを恨んでいたが、最後はすべてを許し、ルナに看取られ安らかに息を引き取ったと思われるが、作者によれば生きている可能性もあるとのこと。一人称は「ぼく」、一部「俺」。
漫画版では序盤にルナと出会い、名乗っている。自ら水晶玉を盗み出ししずくに渡したり、フラヒドリを倒すなど、より行動的な性格になっている。第三の目は夜鳴島の封印が解けた後に開眼し、その能力に対象の動きを止めるものが追加される。開眼すると髪が灰色になる。ルナとは異なって開眼する際に何かを言ったりはしない。連れ去られる現場は星の子学園前に変更された。
透門ナナセ（とうもん ナナセ）
新妖界ナビ・ルナから登場する悪しき少女。額に梵字が刻まれており、眼と首から下が機能していない為に同じく額に梵字が刻まれた黒い大きな獣に乗って移動していた。新妖界ナビ・ルナ(3)でケンガが失敗したのを理由に、ケンガの力を用いて身体の全機能を取り戻している。駿いわく彼と同じ位の年齢。性格は冷酷で残虐。朱雀や青龍を傷つけ、白虎を護神剣に封印した張本人。フラヒドリと同じ冷たい炎を出せる。ヒュウやシフウをカザンの魂の器にする実験体にしていた。
父は焔紅国王族の妖怪カイリュウ、母は透門家の血を継ぐ人間・透門早葉で、御庫裏雛子の双子の妹。母は雛子と自身を産んだ直後に透門家と父を恨んで罵倒して亡くなったと聞かされている。赤子の頃は貧しい夫婦の元に預けられていたのだが、その家族は経済事情から雇われて嫌々育てたに過ぎず、妖怪故に普通の人間と成長が違う上にうず目を持つ彼女を化け物と気味悪がり、愛情の欠片もなく、存在を否定し続けるなど精神的虐待をしていた。ルナに対して度々人間側の先祖の因縁を持ち出すが、人間の血は一滴も流れていないと激するなど一貫しない。実際のところ、面識のない母や姉の雛子には一切の肉親としての情はなく、優しく接してくれた父にしか心を開いていない。竜堂家への恨みは父に植え付けられた物でしかなかった。
自身の野望の為なら他者はもちろん自身の肉体さえも犠牲にする強い野心を持つ。無理に無理を重ね、骨が見えるほど肉体が溶け、代えとして姉、雛子の肉体を奪うも、育ちの違いから適合性は期待していたより低く、最後には雛子の魂が戻って身動きが取れなくなり、雛子の無理心中で最期を迎える。
誕生日は9月14日（おとめ座）。血液型はＡＢ型。裁縫が得意で、服も自分で縫い上げている。一人称は「わたし」。
御庫裏雛子（みくり ひなこ）
『瑠璃色の残像』から登場する、清楚な雰囲気の美少女。触れた者にまつわる事柄を見通す力があり、ふうりに触れた時は彼女の兄の本来の姿、現状を見通した。実は大食いで、『宿命の七つ星』ではシチューのおかわりをあと５杯くらいほしいと頼み、ソラウに心配される場面がある。
赤子の頃に坊石山の農具小屋に捨てられていた所を村人に発見され、子供のいなかった御庫裏家夫婦の養女となった。小・中・高と共に学校には通っていない。
正体はナナセの双子の姉だが、双子の片割れは捨て子とする風習で人間界に放り出される。育て親に恵まれた様で人間として平穏な生活を送っていた。ナナセに自分のスペアとして体を奪われ、魂はもえぎの体に押し込められた。ルナにもえぎの体から救い出して一時的に五芒星のペンダントに移されるが、最後は妹ナナセを止められるのは自分しかいないと悟り、ルナに自分の魂をナナセの魂が入っている自分の身体に戻してほしいと頼み、一つの身体に二つの魂でナナセが苦しむ隙をついて剣で頚動脈を切り無理心中を遂げた。
誕生日は9月14日（おとめ座）。血液型はＡＢ型。絵画と料理が得意。画家はモネが好きで、得意料理はコロッケ。一人称は「わたし」。

### 妖怪

#### 主要
スネリ
ルナを守るために妖界からやってきた、レンメイに仕えていた妖怪の女性。多彩な妖力をもつが、体力はあまりない。妖怪などの匂いを追うこともできる。人間に触れられると妖力が弱まるが、必要とあらば触らせている。
本来の姿は見えない霧で、壁なども通り抜けられる。普段は妖界では菫色の目の人間大の、人間界では琥珀色の目の普通の大きさの白猫に化けている。肉球で触れると相手の回復を助け、尻尾で触れると相手の意識を失わせ、直前の記憶を消す事ができる。毛に念をこめて飛ばす事も可能。人間に変身すると、短髪のモデルのようにスタイルのいい女性の姿（作中では“イケテルバージョン”と表記されている）になる。見かけは若いがレンメイより年上。白猫の姿のスネリは、梨子にとてもかわいがられていた。妖界にはキンカという名の虎に似た恋人が居たが別れた。
ルナをレンメイの忘れ形見として大切にしており、ピンクダイヤモンドを売って生活費にし、飲食ができない身でありながら栄養満点の料理を作っていた。裁縫も得意で、ルナの持ち物が増えた時は持ち運び易い様にウェストポーチを作り、その後も改良を加えている。「るなてぃっく・るーむ」によると香りのいいフルーツを食べたい一方、納豆の匂いが実は苦手。寒さ、沼も苦手。
ルナが身に着けているペンダントリングとチョーカーはスネリの一族が代々伝説の子に渡すように受け継いできた物。
一人称は「わたし」。モデルはすねこすり。
漫画版では、瞳の色が青味が強い黒に統一されている。もっけに対してはきつい態度をとるが、ルナには甘く猫語らしきものを口走ってしまうこともしばしば。本来の姿は巨大な猫だったが、生き返った後は妖力が弱まり、普通の猫と同じ大きさになった。リボンはレンメイから預かって来た物で、首に巻いていない。また、持って来たピンクダイヤモンドの粒数とカラットが変更されている。
誕生日は10月5日（てんびん座）。血液型はＡ型。
もっけ
スネリと同じくルナを守るために妖界からやってきた、レンメイに仕えていた妖怪の男性。
羽根に念をこめてとばす、大きくなる、といった妖力に、鋭い爪での攻撃もできる。超聴力のお陰で屋内の会話も屋外から難無く聞き取れる一方、レンの笛には人一倍苦しめられる事になる。音痴。知能は高く、勉強を教えたり、対処方法を指示する事も多い。
本来の姿は光る影で、ふだんは水色の瞳のフクロウの姿に変化している。ルナに生き返らせられてからは妖力が強まり、黒い瞳の少年の姿に変化できるようになった。
梨子に想いをよせている。梨子からもらった手作りの剣のキーホルダーは、今でも大切にしている。TV番組「トリオでビンゴ」が好き。暑さが苦手。泳ぎも苦手だったが、妖界ナビ・ルナ(7)で密かに練習し上達。「るなてぃっく・るーむ」によるとコーヒーを飲んでみたいが、焼きそばの匂いは口にするまでもなく飽きたらしい。
ルナが持っていたペンダントのリングにぴったり合うメダルは、もっけが幼い頃からずっとくちばしに入れていたもの。
一人称は「おいら」、稀に「オレ様」。モデルはたたりもっけ。
漫画版では最初から人間の姿に変化できる。瞳の色はマスコットの姿時は黒、それ以外は黄土色。一人称は「オレ」。本来の姿は巨大な梟だったが、生き返った後は妖力が弱まり、普通の梟と同じ大きさになった。
誕生日は8月18日（しし座）。血液型はＯ型。
レンメイ
ルナとタイの母親で、三百年生きた狐の妖怪。妖界では沢白国の姫だった。うず目を持つ。うず目でない時は緑色にも見える黒い目である。強大な妖力を持ち、人間界に結界が張られてもなお、妖界と人間界の行き来ができる唯一の妖怪だった。そのため、時々人間界で暮らさざるをえなかった妹のレンスイの様子を見に行っていた。そのときルナの父親と恋に落ち、自らの命と引き換えに、ルナとタイを産んだ。出産と同時に命を落としたため、命日は1月1日。誕生日は3月3日（うお座）。兄が居り、今の沢白国の王を務めている。
都和子先生（とわこせんせい） / レンスイ
星の子学園の元先生。栗色の髪と目を持つ。レンメイにそっくりらしい。実は銀狐の妖怪で、レンメイの妹。つまりルナとタイの叔母に当たる。凄まじい妖力を持つ姉とは対照的に、生まれつき妖力がなかったために人間界に住むことになり、レンメイの力を借りて人間の姿に変化する。その長命ゆえに住居と仕事を転々としながら暮らしていた。レンメイがルナ達を生むことに対するたった1人の理解者で、お産の際には看護師として立ち合った。ルナには自分との関係を伏せ、置き去りにされていたとしてその時に勤めていた星の子学園に連れて来た。星の子学園を去った後は、行方不明のタイをずっと探していた。他人の妖力を増幅させる能力を持つ。古ぼけた指輪を持っていて、それを依り代に、自らの命と引き換えて毒に侵されたルナを回復させる術を行った。
漫画版では最初から人間の姿であり、古ぼけた指輪は持っていない。灰色がかった黒髪と赤目を持つ。妖力がないため、王宮に幽閉される生活を送っていた。そのため、外界に憧れており、それを見たレンメイに人間界に連れて来られる。タイが誘拐され残されたルナを守るために、星の子学園に勤める。ルナが2年生になった時、沙李の存在を知り、タイを沙李の手から救い出すために、タイを捜す旅に出る。星の子学園を去った後、タイを捜しつつ向日葵学園でも勤め、そこでは病気がちの瑠璃を励ましていた。唯一使える術は自らの命を削って対象を回復させるものになる。その危険さゆえ、レンメイからは使用を禁止されていたが、スネリ、もっけ、ルナ、タイをその術で回復させ、命を落とす。
誕生日は7月7日（かに座）。
カザン
妖界ナビ・ルナ(2)から登場。タイといつも共にいる、隅々まで黒い犬の姿の妖怪。当初、ルナやスネリからは薄汚れた野良犬と思われていた。匂いを操る力があり、それでスネリを誘導していた。ルナ達には攻撃的だが、タイからは気の優しい奴と言われている。
妖界ナビ・ルナ(5)の直前に自ら遅効性致死毒を飲み、唾液にその毒を染み込ませ、噛んだ者を毒殺できるようにした。自らも例外ではなく死に瀕していた所を、ルナに妖界へ戻される。土の玉を持っていた。その後、沙李に呼び戻されるも、タイの命令で再び妖界へ戻る。
タイがルナにカザンを託したことが第二部の発端となり、ソラウの兄ヒュウ、もしくはふうりの兄シフウではないかという疑惑も出た。沙李に呼び出された時は元気を取り戻した様に見えたが、体は使い物にならなくなっており、ナナセによって魂をヒュウの体に移し替えられる。ルナ達にヒュウの体を取り返され、冥界に送り出された。
漫画版では額に十字傷があり、その傷と目や口から腹にかけての部分が茶色、耳の中がピンクになっている。ただし、巨大化した際は目と耳と十字傷以外は真っ黒になる。妖界に帰される直前ルナを襲うも説得され、妖界へ行くことになる。妖界と人間界を繋ぐ道の封印が解かれる前から子犬の姿で人間界にいたため、出自は原作以上に謎である。
サネル
妖界ナビ・ルナII-(1)から登場。スネリの妹。両親は他界しているため、スネリが人間界に行っている間はもっけの母親と暮らしていた。温和な性格で、ルナともすぐ仲良しになった。普段は猫の姿だが、ルナのために人間の姿でいる。猫の姿は若葉色の瞳を持つ、スネリより一回り小さい白猫。人間の姿は肩より長い黒髪を後ろで括り、目元はすっきりとした少女である。人間の年齢に換算すればルナと同い年。裁縫は得意だが、姉のスネリとは違い、料理は苦手。
誕生日は3月26日（おひつじ座）。血液型はＡ型。一人称は「わたし」。
ふうり
妖界ナビ・ルナII-(1)から登場。ルナ達が書院で出会った妖精のような姿をした愛の妖怪。水色のツインテールが特徴だが、栗色に変えることもできる。本来は優しく無邪気だったが兄のシフウが行方不明になって以来、粗暴な性格へと豹変する。愛の妖怪は人のために妖力を使わなければならないのだが、私欲のために妖力を使っていたために小さな姿となっていた。実は術をかけられており、ルナの力で本来の自分を取り戻し、その後はルナと行動を共にする。
本来の姿は柴犬ほどの大きさの雷獣で、水色の毛並み、銀色の瞳、鋭い牙を持つ。妖精姿を身軽だからと好んでいるが、人間界では小鳥の姿に変換された。風を操り光の速さで飛ぶ。人間界に行ってから羽で触れた者を回復させる力に目覚め、最終的にはスネリを上回る程になる。
ツインテールにしているのは、兄シフウが冒険や修行のお土産に、必ず一対のリボンや髪飾りをくれるからだという。
モデルはティンカー・ベル。名前は風狸からか。
誕生日は2月14日（みずがめ座）。血液型はＢ型。一人称は「わたし」。一度「あたし」になっていたが、青い鳥文庫版で修正された。
ソラウ
妖界ナビ・ルナII-(1)から登場。もっけの友人。兄のヒュウが行方不明。実は何者かに術をかけられて妖力を封印されていたが、ルナに助けられた。その後ヒュウがカザンではないかという疑惑が浮かんだことから、真相を知るべくルナと行動を共にする。
本来の姿は金色の被毛と鬣、灰色の瞳を持つ雷獣だが、人間界ではシベリアンハスキーの姿に変換された。普段は穏やかな雰囲気の人間の姿でいる。人間の姿は明るい栗色の髪と目を持つ少年。空を飛び風を操ることができる。蓮々書院に在籍時は、誰からも尊敬される優等生だった。趣味は料理と読書。実は恋愛下手で、過去に片思いのまま告白もせずに失恋したことがある。勉強の教えがいがない女性は苦手らしい。
実はヒュウとは義兄弟。赤子の時の姿はヒュウとは全く違っていたが、成長につれて似通うようになる。知らない国で知らない人達に囲まれる未来を見させられるが、最終的には沢白国に留まった。この予知によりナナセは初めてソラウの素性を察し、意外に思っていた。コリュウの双子の息子の内、手放した方だと思われる。
誕生日は12月20日（いて座）。血液型はＡ型。一人称は「ぼく」。

#### 第一部
かまち
妖界ナビ・ルナ(1) のキャラクター。世界征服のために悠久の玉を狙い、妖界からやって来た妖怪。緑の目を持つ狸のような姿をしている。凶暴な性格で、風の刃をつくりだし操ることができる。サエを誘拐した犯人。モデルはかまいたち。ルナが最初に妖界に送り返した妖怪。金の玉を持っていた。
漫画版ではモデルである鼬の姿をしている。風の刃をつくりだすときは、常に前の両足を大きな鎌に変えている。凶暴な性格ではあるが、心を許した相手には義理堅い一面もある。
しずく
妖界ナビ・ルナ(2)に登場。水を自在に操る大道芸人で、リョウの恋人。ふとした瞬間に緑色に見える目を持つ。
実は人魚で、好奇心で人間界に来たのだが、すぐに足で歩くのが困難になってしまう。ユイを救うために「火に触れる」禁忌を犯したことが決定打となって、下半身は人魚に戻り、寿命も残り僅かになった。本来の姿は長い巻貝の様な耳、吊り上がった緑色の目、裂けた唇と醜く、この姿ではリョウに嫌われると悲観している。何とか人間姿を保ちたいと思っていた所、タイに願いが叶う水晶玉の在処を教えられて盗み出すが、水晶玉は触れた途端に溶けて使えなかった。代わりに悠久の玉を欲するようになり、同じくタイからの情報に従って、もっけとスネリを捕らえ、ルナに悠久の玉の在処を教える様に迫る。戦いの最中、リョウが現れ、本来の姿を見ても自分の命と引き換えにしずくを延命させようとする姿を見て憑き物が落ちる。ルナにはタイの事を警告し、じっちゃんに謝罪と感謝を言付けた。水の玉を持っていた。
漫画版では歌手も務めており、声を利用してスネリやもっけを操るなどの能力も見せる。水を自在に操る能力で水でできた鳥を作り、ルナを自分の居場所まで案内させた。水晶玉はタイからもらうように変更されている。
幹太郎（かんたろう）
妖界ナビ・ルナ(3) のキャラクター。果南島にある喫茶店“やまびこ”の主人。よく日焼けしていて、がにまた。ルナの初恋の相手。ルナに泳ぎを教えた。実は大樹の妖怪で、本来の名はキムナ。昔、果南島の山奥に住んでいて、結界が破られたのを機に再び果南島を訪れたが、テーマパークが建設され山がなくなっていたため、自然を破壊する人間に怒り、人々を木に変えていた。自然を大事にする優しさはあるが、関係のない人間たちや挙句に自分を慕うルナを巻き込むなど、かなり独善的。木に変えられ行方不明になったひろきを探す母親の声を、島の御霊の声と勘違いしていた。最後は、自分の過ちに気付きルナの手で妖界に戻されることを望んだ。モデルはキジムナー。木の玉を持っていた。
漫画版では人間の姿はイケメンでがに股でもない。本来の姿は長い髪に異なる色、2本の角に下半身を葉に覆われたものだが、人に似た体型だった（特装版の特別ふろくでの紹介には“大樹に変化し”と記載されている）。ルナとの戦いの末、島の御霊が引き起こした嵐によって島が崩壊する危機が訪れる。止めようとしたルナに代わって、自らの力と引き換えに島を守った。
フラヒドリ
妖界ナビ・ルナ(4)に登場。鳥の妖怪が炎の妖怪に従う形で成り立った、妖怪の複合体。その昔、妖力の源である爪を陰陽師に玉へ封印され、鳥も祠に封じられた。玉を見付けたユージの孤独な心に付け入って祠を破らせ、その体を乗っ取って復活した。完全な時の姿は金目を持つ、巨大な黒い鳥。冷たい炎と鉤爪でルナ達を圧倒するが、ユージの形代が水に沈められて弱体化、ナミがユージを引き戻して形勢逆転する。ルナに爪を返してもらうと、大人しく妖界へ戻された。火の玉を持っていた。本人は赤い炎しか出していないが、沙李の式神が彼を模した時は青い炎を放っている。モデルはふらり火。
漫画版では爪ではなく、フラヒドリ自身が玉に封印されていた。容姿も本来の姿である小鳥に火を巨大鳥形に纏わせたものなので黒くない。最後はタイに倒され、本来の姿を現す。

#### 第二部
双子の妖怪
妖界ナビ・ルナII-(1)に登場。変貌したふうりに心を痛めていた。
ポッチ
妖界ナビ・ルナII-(1) に初登場。合歓村に残っていた耳のない熊の姿の妖怪の子供。ヒュウの情報をルナ達に教え、焔紅国への侵入の手助けをする。祖母と母の三人暮らし。祖父のホッツは故人の様子。ルナたちが合歓村を去った後、池が大きくなり始めたため、手紙と天馬の木の実を残して合歓村から避難する。ナナセに姿を見られているようで、見た目そっくりのマスコットをつくられたこともある。誕生日は11月10日（さそり座）。
かがみ屋の店娘
妖界ナビ・ルナII-(2)に登場。ハツカネズミの姿をした妖怪。税を払うためにお金を欲しがっている。長の居場所を教える代わりに代金を求めた。
ニルの木
妖界ナビ・ルナII-(2)に登場。安荘村の長の家近くに生えている木。葉が長く太く厚みがあり蛇を思わせる形状。普段は幹に巻き付いているが、近付く者があれば葉に付いている赤い瞳を晒して巻き付き、村長に会わせて良いものか見定める。ソラウ達を見定めた後、以前ソラウに似た者が来たと証言する。
安荘村の長
妖界ナビ・ルナII-(2)に登場。見かけは猫位の大きさのモグラ。家財を売り、税の代わりにしようとしていたほど、安荘村のことを思っている。
庭の池で溺れていた所をポッチの祖父ホッツに助けられた過去を持つ。
ルナ達にカザンらしき妖怪の情報を教え、その妖怪の後を追う手助けをする。
一人称は「わし」、一回「わたし」。二人称単数は「そなた」、二人称複数は「あなた方」。
ハッショウ先生
新 妖界ナビ・ルナ(4) のキャラクター。達磨のような姿をした妖怪の医者。大酒飲みだが腕は確か。ナナセに護神剣で斬られたルナの命を救った。
右蠱・左蠱（ウコ・サコ）
蠱毒の妖怪の双子。人間姿は右蟲が金髪金目、左蟲が銀髪銀目の美青年だが悪臭を隠し切れていない。本来の姿はミミズほどの大きさの白蛇と赤蛇。仮面舞踏会に潜り込み、ルナとサネルを拐う。
沢白国王
本人は台詞でのみ登場。ルナの母方の伯父。少し気難しいが妹思い。人間との婚姻には反対していた。妖界ナビ・ルナII-(1)にて、スネリに八方玉が割れた事を告げるが、新 妖界ナビ・ルナ(4)では第一部の頃から病気だという噂が流れ、姿を見せなくなったという。新 妖界ナビ・ルナ(5)で焔紅国に操られている可能性も示唆されたが、何事もなかった。
ヒリュウ
第一部から言及があるのみで本人は登場しない。焔紅国の前王でカイリュウとコリュウの実父。人間界への征服欲を隠さず、悪名高かった。数十年前に死去。
コリュウ
第一部で存在を示唆され、第二部で名前が判明した。本人は台詞でのみ登場。焔紅国の王でカイリュウの異母兄弟。カイリュウとは最終的に抹殺を決意する程、険悪な仲だったが、息子には父としての愛情を見せている。
カイリュウ
焔紅国の前王と第二王妃の息子で、ナナセと雛子の実父。第二部の黒幕的存在。
シュギョク
会話のみ登場で現在は故人。焔紅国の第二王妃でカイリュウの実母。

### 神
朱雀
妖界ナビ・ルナ(6)から登場。四神の一人で、南の方角を司る孔雀に似た赤い鳥の神獣。ルナ達の前には、赤い衣におかっぱの黒髪、橙色の瞳を持つ少女の姿で現れた。怒りっぽい性格である。人々に忘れ去られ、自らが朱雀であることも忘れていたところを紅見草の精霊の魂に捕らえられ、長い間自らが紅見草の精霊であると勘違いしていた。悪しき力を感じることができる。
青龍
妖界ナビ・ルナ(7)から登場。四神の一人で、東の方角を司る青い龍の神獣。ルナたちの前には龍の姿で現れたが、その後青年の姿に変わった。本来の姿はエメラルド色の目と青い鱗の龍で、人間の姿は青い長髪と涼しげな目元が特徴の青年である。美しい声を持ち、笛の名手でもある。おだやかでナイーブな性格。昔引っ掻かれたので、猫が苦手。ルナに破妖剣を託される。
白虎
妖界ナビ・ルナ(8)から登場。四神の一人で西の方位を司る白い虎の神獣。ルナたちの前には灰色の逆立った髪と目、濃い眉の少年の姿で現れたが、目覚めた後は銀色に光る髪と目を取り戻す。
生真面目な性格だが、平穏な日々につい気を許し、持ち場を離れて多種多様な人間の子供を見に行っていた間に、沙李が護神剣から白虎の文様を消して「おまえは、人の魂により、よみがえる」と吹き込む。文様が消えたことで自分が何者か分からなくなり、沙李の言葉と微かに覚えていた「五つ星」とを関連付け、五つ星の子を探し始め、五つの星にも見えるほくろを持つナツメを何度もさらっていた。つまり一連の神かくし事件の犯人である。護神剣の使い手だが、一時はその護神剣に封じられた。
玄武
妖界ナビ・ルナ(9)から登場。最後に見つかった四神。北の方位を司る亀と蛇に似た姿の神獣。ルナ達の前には酒を飲む老爺の姿で現れた。だがその後、黒い杖が戻り、玄武本来の、灰色の瞳を持ち白い絹の衣を纏った人間の姿に。沙李との戦いに赴く最中、鷲に襲われ重傷を負いながらもその正体を見抜いた。
第二部では青龍を助けようとして、ナナセに三尸九蟲を呑まされる。ルナに助けられた後、ナナセが雛子の体を奪った時は冷静に彼女の状況を指摘した。
黄龍
妖界ナビ・ルナ(10)に登場。ルナの召喚に応じて現れた、青龍より一回り大きい金色の龍。五神。

### 人間

#### 主要
竜堂清吾（りんどう せいご）
ルナとタイの父で、陰陽師。妖怪が人間界へ行けなくするために人間界に結界を張ったのは、彼の祖先である。伝説の子として産まれた我が子たちを危険から守るために、悠久の玉を使いルナとタイの第三の目を封印したが、その際に命を落とした。名前と容姿は妖界ナビ・ルナII-(2)にて判明。背が高くがっちりした体格で、顔立ちは息子と瓜二つ。命日は1月1日。誕生日は4月5日（おひつじ座）。
サエ
小学4年生。5歳の頃に両親を亡くして以来星の子学園に住む。ルナとは逆に両親の顔や自分の誕生日は覚えていた。太り気味で筋肉質、学校では密かに“女子プロ”と呼ばれていた。学園でも学校でもボス。昔はルナと仲が良かった。最近は人気者であるルナへの嫉妬から彼女に意地悪をしていたものの、本当はルナとまた仲良くなりたいと思っていた。幼い頃のニックネームはチャエ。保育園時代、ルナが虐められていたのをいつも庇っていて、目尻の傷はそのときについた。かまちに、ルナと勘違いされて連れ去られるが、妖力に目覚めたルナに救出された。
漫画版では、きつめではあるが意地悪な性格ではなく、優しい一面も持ち合わせる。馬鹿にされても何も言い返さないルナに苛立ってはいたが、それがルナの優しさとも認めていた。容姿は原作の小学4年生直前のサエよりも小学6年生直前のサエに近い。目尻に傷は付いていない。最終巻の番外編ではワンシーンだけ高校生の姿で登場した。
さとし
星の子学園に住む、小学4年生。意地悪な性格だが、2階から飛び降りた（ということになっている）ルナを心配する優しさも持っている。ルナによくちょっかいを出していたが、実はルナのことが好きだった。
漫画版でもしばしば登場するが、名前は出てこない（原作でのルナを心配している場面は、彼を始めとする学園の生徒全員が退院したルナの前に集まってきた場面に代わっているため）。掃除をルナに押しつける場面もあるが、意地悪というよりもめんどうくさがりな性格として描かれている。
まなみ
星の子学園に住む、小学4年生。先生の手伝いをし、小さい子の面倒をみる、お姉さん的存在である。サエが連れ去られた際、かまちに襲われた。そのとき、一時的に記憶を喪失した。
漫画版では出番が少なく、襲われていない。ルナをルナちゃん、サエをサエちゃんと呼ぶ。友人としての愛を同性愛と勘違いする位にませたところがある。最終巻の番外編のワンシーンにサエと共に高校生の姿で登場した。
ミチ
星の子学園に住む、小学2年生。信号無視したトラックにひかれそうになり、それがルナの妖力の覚醒のきっかけとなった。妖界ナビ・ルナ(10)では、小学4年生となり、おやつを独り占めしようとする子を優しくいさめたり、ルナの帰りを信じて待ち続けるなど年齢だけではなく精神的にも成長した姿を見せている。
漫画版ではくまのぬいぐるみを持っている（特装版の特別ふろくの漫画ではMICHIKO（ミチコ）と記されている）。語尾に“なの”や“の”が付く。サエに苦手意識を持っている。トラック事件はミチが信号無視をしてルナに助けられるように描き変えられる。
透門沙季（とうもん さり）
闇の陰陽師。すべての謎を知る、第一部の黒幕。見かけは黒髪を一つ結わえした若い女性だが、タイによれば「二百歳まで生きるくらい、ずぶとかった」らしい。妖界から人間界の道を封鎖する際、竜堂家の祖先の過失により透門家の祖先が死んだこと、竜堂家の祖先はその失敗を闇に葬り、封鎖を自分の手柄にしてしまったことから、竜堂家の血を引くルナたちに復讐しようとする。また、悠久の玉を使って人間界の支配を企むなどの野心もある。タイを連れ去り、彼に過酷な人生を強いた張本人でもある。祖先の償いを口実に、ルナ達を苦しめ、タイの命を奪った。第三の目を手に入れルナ達を追い詰めるが、その凄まじい妖力で弱っていたところをタイによってとどめを刺される。
漫画版では黒髪黒目ではなく一つ結わえもしていない。赤子嫌いという設定が追加されている。着物を着て古風な喋り方をし、脇息や簾、煙管を用いるなど、年寄りらしくなっている。

#### 妖界ナビ・ルナ(2) 人魚のすむ町
ユイ
リョウの妹で、小学4年生。短髪とジーンズで少年にも見える。友達とのケンカが原因で不登校になる。
同巻の少し前にひいらぎやを見付ける。じっちゃんが水晶玉を手にしている姿を目撃し、不思議な女と願いを叶える水晶玉の伝説を聞いた。ルナには歌手になることが夢と言うが、リョウには本当の願いは“パパもママも友だちも、あたしのことが一番好きでいてくれますように”だったと明かしている。それを叶えるために金を貯め、水晶玉を買おうとしていた。ルナとドーナツを作っていた際に、服に火が燃え移ってしまい、それを消すためにしずくは火に触れてしまった。
一人称は「あたし」。一人称複数は「わたし達」だったが、青い鳥文庫版で「あたしたち」に修正された。上記の願いから「一番」が消えているが、大筋は変わっていない。
漫画版では不登校や将来の夢の設定はなく、両親は共働きのためにそばにいてくれる兄を慕い、それゆえしずくと兄の仲を認めておらず、しずくに魔女と罵ったり悪戯を繰り返していたが和解した。ドーナツは唯一の得意料理に変更される。
じっちゃん
アンティークショップ“ひいらぎや”の主人。願いの叶う水晶玉を守り続けていた。ルナに代々語り継がれてきた不思議な女の伝説を話す。いつも頭にかぶっている赤いニット帽の中には水晶玉が入っていた。
リョウ
しずくの恋人で、ユイの兄。しずくと連絡が取れなくなると探し回り、見つけ出せはしたがヒレになったしずくの足を見て唖然とし、水の玉に閉じ込められる。しずくとルナの会話で原因がユイの火事にあると知り、ユイやしずくの危機を前にしても棒立ちするだけだった自分を恥じる。もう後悔したくない一心で、自らの命と引き換えにしずくの命を助けるため、水晶玉だった液体を飲もうとするがルナとしずくに阻止された。
漫画版では水晶玉は液体にならず、しずくが妖界に帰るまでの一部始終を見届けている。

#### 妖界ナビ・ルナ(3) 黒い森の迷路
ひろきのお母さん
旅行客。行方不明になった息子・ひろきを探していた。
漫画版には未登場。
ひろき
旅行客。行方不明になっている少年。幹太郎に木に変えられていた。
漫画版には未登場だが、それらしき帽子を被った木が登場している。
島のおじいさん
ルナに島の御霊の話をしたおじいさん。この島の方言で喋る。
漫画版では後に、島を自然をよりよい形で残そうとする運動に参加していた。

#### 妖界ナビ・ルナ(4) 火をふく魔物
ナミ
東小学校3年生。気が強く、疑り深い少女。いずみとユージのクラスメイトで、ユージを昔からよく知っており、虐められても言い返さないユージに苛立ち弱虫呼ばわりしているが、本当はユージを心配し昔のように遊びたいと思っている。ユージが持っていたフラヒドリの玉に疑問を感じて彼に火事と玉について問い詰め、ユージが玉を友達だと固執していることを不安視し、その玉がなければ彼が昔のように友達を作って自分と遊んでくれるかもしれないという思いから、そのまま玉を取り上げて持ち帰った。
漫画版ではピンクの髪を縦巻きにして、ロリータを着ているという、かなりガーリーな容姿に変更されている。気が強いものの、ケンカしてしまったユージのことが気がかりで（夜の理科室でユージと会った）ルナに協力を求めた。その後無事にユージと再会するものの、フラヒドリの力によって気を失う。
いずみ
東小学校3年生。ナミとユージのクラスメイト。大人しめな性格。ルナと初めて会った時、水色のパーカーを着ていたため、ルナには“水色ちゃん”と呼ばれる。
鳥居ユージ（とりい ユージ）
東小学校3年生。ナミといずみのクラスメイト。理科教師、鳥居先生の息子。星の子学園でのルナのクラスメートさとしと似ている。気弱で友達もできず虐められても言い返すことができない。神社で見つけたフラヒドリの玉に、学校であったことを話したその日に必ず虐めた子の家が火事になったことから自分が玉を操って火をつけたのではないかと不安を抱くが、実際は玉がユージを操っていた。人を遠ざけようとする心がフラヒドリの魂と共振し、玉の封印が解かれた上、フラヒドリに乗っ取られてしまったが、ルナとナミの説得により元に戻った。
漫画版ではさとしとはまったく似ておらず、白っぽいショートボブの少年である。将来博士になりたい夢があるため、普段から白衣を着て、BTB溶液の実験を行っていたためから周りから虐められていた。虐められた子と弱虫呼ばわりしたナミに対しても腹を立ててその場を飛び出し、一ヶ月間行方不明となっていたが、理科室を訪れたルナ達の前に姿を現し、フラヒドリの玉の力で周りを火の海にした。また、玉の力で相手ののどを焼けるように熱くしたり、その場から消えることもできる。乗っ取られた時の場面も原作と違い、ユージ自身がフラヒドリの玉を飲み込んだことになっている。

#### 妖界ナビ・ルナ(6) 赤い花の精霊
もえぎ
日向村の小学5年生。動物や風の声を聞くことができる少女。弟と祖父が、原因不明の病に侵された。聡明で、泣き声の主を確かめ助けようと、原因不明の病気の蔓延している日向村に乗り込む勇気と優しさの持ち主。ルナとは、このまま一緒にいたら親友になれたかもしれないというほど仲良くなった。事件が解決した後は紅見草の精霊と朱雀を祀った祠を毎日訪ね、守っていた。
ゲストキャラでは唯一、第二部にも登場する。ナナセに操られルナと敵対、その後も体に雛子の魂を押し込まれるが、ルナの尽力によって助かる。

#### 妖界ナビ・ルナ(7) 青き龍の秘宝
レン
舞台となる町に住む少年。音楽センスが抜群の人気者だったがある時期から耳が悪くなってしまう。留茅湖民話に出てくる“青龍に婚約者の村娘を連れ去られ、取り戻すべく立ち向かった青年”の生まれ変わりなのではないか、とルナ達は考えている。
朝香（あさか）
舞台となる町に住む少女。レンに思いを寄せている。聞こえない筈の音を聞いていたため、留茅湖民話に出てくる“青龍に連れ去られた村娘”の子孫ではないか、とルナ達は考えている。ルナの友達になった。

#### 妖界ナビ・ルナ(8) 白銀に光る剣
ナツメ
舞台となる町の小学生。子どもが数時間だけいなくなるという奇妙な神かくし事件の被害者の一人とされる少年。その事件にあった後から性格が一変した。何度も事件にあっている。両手の甲・両足の甲・額にほくろがあり、それらを結ぶと星（白虎は五つ星といっている）ができる。
梨子（りこ）
ナツメの姉で、高校生。長髪をポニーテールにしている。眉間と両手の甲に黒子がある。すましている時は少々近寄りがたいが、笑顔になると大きな目が垂れて愛くるしい印象を与える。神かくし事件に何度もあうナツメを心配している。もっけの初恋の相手。もっけとよく口論をしていたが、最後はもっけに優しくなり、自製のフェルトの剣を渡し、別れを告げた。
葵（あおい）
梨子の親友で彼女の為に友人達に嘘をつく。長身なのでもっけからは「のっぽちゃん」と呼ばれていた。
小島（こじま）
梨子達の隣人。梨子の落とし物を預かる、猫が生まれたら自宅にナツメを招くなど、親密な付き合いをしている。

#### 妖界ナビ・ルナ(9) なぞの黒い杖
乙久（おとひさ）
“竜宮屋”の店主。夫を亡くした次の日、無意識に伝説の竜宮城への入り口の洞窟に向かい、そこで夫の服と黒い杖を見つける。それを拾おうとして転落し、溺れ死にそうになるが、じっちゃんに助けられる。猫のドングリとオネさんには優しく、話しかけることもある。
舞・笙（まい・しょう）
双子の姉妹。舞はおっとり、笙は活発。乙久によく会っている。ルナの友達になった。

#### 新 妖界ナビ・ルナ
井上花南（いのうえ かな）
新妖界ナビ・ルナ(1)に登場。中学生の女の子で、マロンの飼い主。ルナ達に山火事やガラスの指輪のことを教える。
マロン
新妖界ナビ・ルナ(1)に登場。花南の飼っているトイプードル。ソラウのペンダントに操られていた。
駿（しゅん）
新妖界ナビ・ルナ(2)に登場。青龍を捜す中でルナ達が出会った中学生の少年。水害で家族を亡くし、ラーメン屋“明海亭”を営むおじを手伝っている。ルナに青龍とナナセの情報を伝えた。
実は本人を含め村人全員が水害で死んでいたが、そのことを受け入れられず、その心をナナセにつけ込まれ、依り代にされていた。
クリハラ マチ
新妖界ナビ・ルナ(6) のキャラクター。御庫裏雛子と同郷の幼い女の子。雛子を「ひなちゃん」と呼び慕っており仲が良い。
透門早葉（とうもん さよ）
名前は新妖界ナビ・ルナ(11)にて判明。透門家の怨念に目を付けたカイリュウに娶られ、雛子とナナセを産む。故人。新妖界ナビ・ルナ(8)でルナが見た幻では夫に捨てられ怨嗟を吐きながらの出産、死去となったらしいが、新妖界ナビ・ルナ(9)でのソラウによるとカイリュウは妻子と共に壺門に居たとされている。

## 作中用語

### 全巻共通
妖力（ようりょく）
妖怪の持つ力のこと。この力で様々な術を扱う。
第三の目
ルナのうなじ、タイの右手のひらにある目。伝説の子の証。これを開眼させることで、ルナとタイはうず目になり、妖力を使うことができる。ルナの第三の目はルナの父により封印され、かさぶたで覆われていたが、人間界に張られた結界が破られたことにより、封印が解けた。第三の目が開いていると体力を無駄に使ってしまうため、ルナはスネリの一族に代々受け継がれていたチョーカーで第三の目を塞いでいる。陰陽術でも第三の目は得られるが、うず目にはなれない。
うず目（うずめ）
黒目の部分のみ赤くなり、その中は渦を巻いているような目。うず目は最高の動体視力を持つと言われており、またうず目の神経は脳をも支配し、超運動能力を生み出す。うず目でいると、動物達に警戒されてしまう。
もっけはレンメイと彼女に連なる者しか持たないとしてタイの正体を推察したが、ナナセも銀のうず目、雛子も青いうず目を持つ。
悠久の玉（ゆうきゅうのたま）
ルナとタイの祖先が、人間界と妖界の間に結界を張るために使われた玉。ルナの父がルナとタイの第三の目を封印する際にも使われた。妖怪が手に入れると、その妖力が無限大になるため、妖怪達に狙われている。伝説では、悠久の玉の行方は伝説の子だけが知っている、とあるが、ルナは知らなかった。火の玉、水の玉、金の玉、水の玉、土の玉をそれぞれ対応する島の石板に祀り、タイが呪文を唱えると二剣山の谷間から現れた。八方玉とは双子の様な関係。
八方玉（はっぽうぎょく）
妖界ナビ・ルナII-(1)から登場。悠久の玉と対になる紅水晶の玉。ルナとタイの祖先が妖界と人間界の間に結界を張る際に悠久の玉と一緒に用いた。結界が破られると妖界に投げ込まれ、沢白国の王宮の謁見の間に安置されていた。沢白国の王族のみが直接触れる事を許され、他の者は布越しにしか触れられない。
悪しきものが悠久の玉か八方玉に触れるともう片方が砕けると言い伝えられ、ナナセが悠久の玉に触れた為に8つの破片に砕ける。7片はルナが、残りの1片はスネリが持つ。ルナ達を悠久の玉の元へ案内したり、青龍やスネリ達と繋ぐなどする。
五芒星のペンダント
ルナが学園に来たときから持っていたペンダント。ペンダントトップは平らなリングとそこにぴったりはまるメダルに分かれており、ルナが持っていたのはペンダントリングだけで、メダルはもっけの祖先からもっけへと譲り渡されていた。ペンダントリングもスネリの家系が預かっていたが、スネリの手からは渡されていない。メダルの表には五芒星が、裏には九字の漢字が、リングには“竜堂 ルナ”、“RUNA RINDOU”と彫られている。このペンダントを使い、ルナは妖界への道を開く。タイも似たペンダントを所持しているが妖界への道は開けない。
漫画版ではペンダントの装飾が大幅に追加されている。メダルはレンメイからもっけが預かっていた、ということになっており、くちばしに隠してもいない。
木箱と巻物
ルナとタイが持っていた、オルゴールほどの大きさの質素な木箱。封印が施されており、解くには第三の目をくぼみに押し付ける必要があった。巻物は紫の紐で留められており、中には伝説の子の伝説が書かれている。巻物はもともと焔紅国が所有していたのだが、妖界と人間界を繋ぐ道が封印される時、ルナとタイの先祖が奪い取った。そのため、焔紅国関係者は伝説の子の伝説について知っていた。巻物は元は1つだったが、清吾の手によって2つに破られ、前半部分がルナの木箱、後半部分がタイの木箱にそれぞれ入っていた。ルナの木箱には鷲の絵と言葉、タイの木箱には獅子の絵とルナのものとはまた別の言葉が書かれている。
漫画版では蓋がまるく、金具が所々にあり、模様が書かれている。
破妖剣と護神剣（はようけんとごしんけん）
妖界ナビ・ルナ(8)から登場。四神を宿らせた、二口の剣のこと。破妖剣は陽剣、護神剣は陰剣で、破妖剣は持ち主を選ぶ代わりに護神剣より強い。
護神剣は人間界を守る為にあり、刀身の差し表には日輪と北斗七星、青龍と朱雀、差し裏には月輪と南斗六星、白虎と玄武が彫られている。白虎は二重丸で囲まれ、外円と内円の間に五つの星が入っている。霊気を放つと白銀に輝き、消された文様を修復する時は七色に光った。妖力を吸い取る、呪符を弾く、四神を呼び寄せる、鎮火させるなどの力を持つ。妖怪の血を浴びると力が満ちる。
破妖剣は妖怪を裁く為にあり、黒光りする柄と鍔を備え、普段は赤とも茶ともつかない色の鞘に納められている。刀身には北極五星と北斗七星、南斗六星、兵刃符、五帝形、大威徳明王の種字、青龍と白虎が刻まれている。霊気を放つ際は黄金色に光り、自律して動く事もできる。誰を裁くかは仕手次第だが、ソラウに対しては無条件に頭痛と吐き気を引き起こしていた。封印を強めるとルナの拳3個分ほどの大きさに縮む。
レンメイ、沙李、ナナセ、白虎が語る所によれば、竜堂家と透門家が人間界と妖界の道を封印する際に造り上げたもの。竜堂家の不手際で、四神は不完全に宿る事になり、悪しき者が持つとその妖力を増大させるようになっている。不手際とは沙李によれば術を間違えた事、透門家の別の縁者によれば潔斎を怠った事だったという。
鷹羽山近くの村の言い伝えは上記とは異なっている。剣は由来も遡れない程古く、毎年陣伍寺の氏子から2人を選び、満月の夜に神に納める神事を執り行わせていた。ある年、氏子の片割れがある場所に行く義務を怠って剣の神に乗っ取られ、村人を次々に斬り付けた。もう片割れによって取り押さえられたものの、後日自刃した。その後、護神剣は陣伍寺に封じられ、破妖剣は行方知れずになったという。
護神剣は泰志堂にあったが、沙李が白虎の刻印を消して彼を惑わせる。その後ナナセが護神剣に白虎を封印し、ルナを斬る。破妖剣は沙李が持ち出した後、ルナが青龍に託したが、どういう経緯か沢白国の王宮の一角に移されていた。
モデルは破敵剣と護身剣。
漫画版では第5章でルナとタイがペンダントから取り出して戦った。その時に破妖剣が折られる。
指輪とペンダント
妖界ナビ・ルナII-(1)から登場。人間界にしかない文字、梵字が刻まれた指輪とペンダント。
指輪はふうりが兄シフウから受け取って性格を変えられ、ペンダントはソラウが兄ヒュウから受け取って妖力を封じられた。2人が兄を追う事がないようナナセが仕込んだ術の仕業であり、ルナが解いたが、未だに力を残している。
ペンダントは妖界ナビ・ルナII-(1)では「丸いメダル」とされていたが、新妖界ナビ・ルナ(6)では何の変哲も無い長方形に変えられている。
水の石
安荘村の長がルナ達の為に用意した石。見た目は灰色と白が入り混じった、どこにでもありそうな石。力を発揮すると水色に光って光の霧を放散し、その中に居る者に会いたい人の幻覚を見せて惑わす試練を課す。試練が突破されると枯れ池に水を満たす。
ガラスの指輪
新妖界ナビ・ルナ(1)から登場。歪んだ形状だが不思議な魅力があるガラスの指輪。上記の指輪とペンダントと同じく、梵字が刻まれている。ある術がかけられていたが、ルナ達が発見したときは既に解かれていた。現在はルナが所持している。
赤い石
駿の村で水害を起こし、幻を見せていた石。やはり梵字が刻まれている。これも現在はルナが所持している。
天馬の樹
焔紅国と沢白国、人間界を繋ぐ通路をつくり出す木。木肌は百日紅の様につるりとしている。結実は百年か三百年かに一度、それも5、6個のみなので、その本数は少ない。通路を通るには天馬の木の実と一定以上の妖力が必要。
パル
妖界の花。その蜜は千里眼の力を強める。
龍の肝（りゅうのきも）
虚九山の頂にしか生えない、鮮やかな翠色をしたキノコ。育つのに百年かかるといわれ、その在処と実態は里李族だけが知っている。燻すと健康体には害だが、死を待つだけの体には短命にする代わりに回復させる。余命は日没を数百回迎えられる程度に限られ、死後に蘇らせる事もできない。龍の肝で回復した者が他者を蘇らせようとした場合、自らは死ぬ事になる。
鞠枇杷（まりびわ）
焔紅国にしか咲かない、オレンジ色の花。ソラウがナナセには思い出のある花だろうとして桃花香でその香りを注文した。後にヒュウが現物を手に入れスネリに贈った。
蓮カップ（はすカップ）
トライアスロンの競争大会。トライアスロンは現実のそれより過酷で、棄権者には弱虫、臆病者等のレッテルを貼られるが、優勝者はキングオブ蓮カップとして皆の憧憬の対象となる。
仮面舞踏会
沢白国王家に仕えた者だけが招かれる舞踏会。招待客は連れを1人帯同できる。参加者は仮面を付けるか仮装をし、会場にも強い香が焚かれる為、誰が誰だか分からないのが醍醐味。招待状はルナにも読める文字で書かれている。
九字
印を結んだり手刀で切ったりして行使する術。術を解く、対象の動きを止める、結界を張る、妖界への道を開く等の用途がある。ルナ、タイ、沙李が使うものは9文字で、切る時は格子を描く形になるが、ナナセ、左蟲が使うものは五大明王の種字5文字で、切る際は五芒星を描く形になる。
禹歩
反閇ともいう。ルナが何かを浄化するときに使う術。星の名を唱えながら、対象の周りを円を描くように歩く。
呪符
妖界ナビ・ルナ(3)から登場。術を込めた和紙のこと。様々な種類がある。呪文にも幾つかの読み、略式が確認されている。

#### 人間界（にんげんかい）
人間の世界、この世のこと。
星の子学園（ほしのこがくえん）
両親がいない子供や、事情により両親と暮らせない子供達がいる養護施設。赤子は本来対象外だが、ルナは都和子先生にしか懐かなかったため、特例として育てられることになった。
夜鳴島（よなきじま）
レンメイがルナとタイを産んだ島。ルナとタイの父がその島に残った最後の祠を守っていた。地震によって沈んだが、土の玉以外の玉が周りの島に祀られたことで、島の一部である二剣山の部分が海上に現れた。
漫画版では玉を祀っていない時期から姿を現している。
北の町
ルナの“雪が見たい”のひとことで、訪れた町。
たつぼしハイツ
北の町でルナ達が住んでいたアパート。小さな商店街の一角にある。隣はラーメン屋。

鷹羽山（たかはやま）
梨子達の住む街からはだいぶ離れた山。この山かははっきりしないが、街の北西に小高い山があり、そこを水源とする川が2本に分かれて街に流れ込んでいる。南西に夜鳴島がある。
陣伍寺（じんごじ）
鷹羽山にある古寺。以前に泰志堂を残して焼損し、再建されている。山門へは苔生した長い石段があり、道沿いの紅葉並木は名所として知られる。参道脇には地蔵が並び、その向こうに泰志堂がある。本堂には一本の檜で造られた薬師如来像が安置されている。モデルは神護寺。
泰志堂（たいしどう）
鐘突き堂の奥にあるお堂。他より簡素な造りで、鍵のかかった観音開きの扉を開けると、中央の台座に黒い弘法大師像がある他は、がらんとした広間がある。お堂と仏像は重要文化財。仏像付近に護神剣が放置されていた。
青い鳥文庫版「白銀に光る剣」では施錠されなくなっており、仏像も弥勒菩薩に変更されている。モデルは大師堂。
祠
泰志堂の裏手にある祠。剣の荒神を祀っていたが、今では忘れられているのか朽ち果て、中も空になっている。

#### 妖界（ようかい）
妖怪の世界のこと。昔は妖界と人間界は自由に行き来することができたが、悪い妖怪が人間界を征服しようと企んだため、それを阻止しようとしたルナの父の祖先により、人間界に結界が張られたので、レンメイ以外の妖怪は行き来ができなくなった。結界が張られていると行き来できる妖怪はごく限られ、それも殆どは片道切符になる。悠久の玉を祀っていた夜鳴島が地震で沈み、周囲の小島にあった五行の玉も持ち去られたことで、結界が破られた。
人間界とは時間の流れが異なり、時計は32時間、8日前後が人間界の1年に相当する。月は南東の月と北西の月とがあり、それぞれ月齢は異なる。色は赤と青っぽい白の時もあれば、銀にも金にも見える時もある。浦島効果があるらしく、サネルはルナと同い年にも関わらずレンメイを知っており、タイが生まれる前にシフウと会っていた旨の発言もしている。
沢白国（たくはくこく）
妖界にある小国。数字は七十三。前国王はルナの祖父レンヒ、現国王はルナの伯父。王家の者は銀色の尻尾を持つ。レンメイの人間姿に憧れて、人間に変化している妖怪も多い。他国の者からはそれと分かる独特の言い回し、イントネーションがある。
蓮々村（れんれんむら）
沢白国の王都だが、小さな村ともされている。常春でいつも晴れている。水路沿いに家が並び、町外れになると田畑、森が広がる。
蓮々書院（れんれんしょいん）
深い竹林の中にある学校。中国風の庭園に建物が散在し、池の中には東屋が建っている。教室はすり鉢状の階段に吹き抜けとスタジアムの様な構造で、生徒達の話し声で騒々しい。
学力と妖力でクラス分けされ、優秀であれば10歳で卒業できるが、下手すると百年経っても進級できない。もっけ、ソラウ、スネリは卒業生、サネル、ふうり、ルナはトップクラスに所属する。
ナナセがルナとの戦いの最中、天馬の木の実を悪用して放火する。その後間もなく、スネリの家寄りの場所に再建された。
平行世界にも登場するが、三年生の時に転校して来たという話があり、学級は基本的に年齢で分けている様子。但しこちらでも選抜組は先行して卒業できる。
響きの丘（ひびきのおか）
スネリの家とふうりの家の間にある丘。
王宮
険しい山の麓、森の中に位置し、飛ばずに行くことはできない。人里から遠いとされる一方で、スネリの家から短い距離ともいわれる。謁見の間には八方玉が安置され、ある部屋には破妖剣が保管されていた。離宮は仮面舞踏会の会場として開放される。仮面舞踏会の際は、焔紅国の者に入り込まれているのか、不自然に警備が手薄になっていた。
合歓村（ねむそん）
西岳の麓にある村。天候は安定していない様で雨が降る時もあれば冷え込む事もある。かつては行商人で賑わい、空中の水玉から異国の都市が飛び出る移動都市とも語られていたが、今は村人が逃げて閑散としている。ヒュウは西岳に登山する前、この村に立ち寄り、シフウはこの村で修行をしていた。
村ができる前から太極図を水と陸で描く池があり、そこから放射線状に水路が造られている。池は村の陰陽の均衡を保っており、それが崩れると良からぬことが起きる。池の水底には天馬の樹が沈んでおり、焔紅国や人間界に繋がっている。
ヒュウは池のバランスが崩れているとき、ポッチが落とした水瓶を拾い上げるために水を吸い上げた結果、池に吸い込まれてしまう。シフウも力試しをするために水を吸い上げ、吸い込まれたらしい。
波鈴村（はりそん）
新妖界ナビ・ルナ(2)でルナ達がある術を解く際に見た幻に蓮カップの開催地として登場する。
淡獅村（たんしそん）
波鈴村同様に登場する。

焰紅国（えんこうこく）
沢白国と敵対する国。数字は九十九。第二部からは「焔」紅国とも表記される。
沢白国とは蛇鋼山脈を挟んで隣り合っているが、結界で越境はできない。天馬の樹を介する経路もあるが、こちらも何重にも結界を張っている。地形図も映像が粗い物しか使えず、詳しく見ようとすると逆探知されるなど、非常に閉鎖的。
金が流通しており、貧富の差が激しい。村人が税の取り立てに苦しむ一方、兵士は立派な身なりをしている。人間姿を嫌うとされるが、程度は不明。双子を忌み、片方は捨て子にする風習がある。
安荘村（あそんむら）
国境近くにある寂れた村。
回龍村（かいりんむら）
焔紅国の首都。天馬の樹に繋がる池がある様子。
壺門（こもん）
今は廃れた繁華街。ナナセの故郷だったが、カイリュウらを亡き者にしようとしたコリュウにミサイルを落とされる。

黄麟国（おうりんこく）
ルナ達が偽名を名乗る際、この国の名が用いられた。その後も黄「燐」国として度々登場する。  
虚九山（こくさん）
黄麟国の山だが、蓮々村からもそう遠くない。標高もそう高くなく険しくない山だが、里李族が住む為に恐れられている。余所者に厳しく、下山しても自殺するか精神に異常を来たすという。頂は龍の肝が唯一生える場所。
菫東村（くんとうむら）
シフウが流れ着いた村。シフウ以外に余所者は居ない。西に湘楼岳を臨み標高は高く、山の斜面には水田が広がる。妖界では珍しい事に農業、食事の文化がある。妖力を使わずに餅米などを育てている。

蛇鋼山脈（じゃこうさんみゃく）
沢白国と焔紅国の間にある山脈。西岳はこの山脈の一部。
嵩山（すうざん）
沢白国と焔紅国の間にある霊山。どの国にも属さない。修行として登る者も居るが、多くは登頂に失敗し、成功しても精神を病んだ例も出ている。火口付近は地形図からは見られず、登った者だけが知る。
森林限界を超えると岩肌は滑り易くなってくるが、ロッククライミングではなく、霧で見通しの悪い登山道を只管進む。山頂では天気雨が降っている。
霊山の例に違わず不浄を嫌う。山中に不浄が出る事があれば、それを火口に飲み込んで、清浄を保つ。
鉄蟬（てっせん）
嵩山の麓にある自治区。敬虔な信者が住まう村。針葉樹が生い茂り、その合間に不自然なほど白い建物が点在する。森の中の広場には大テントがあり、その中では店舗ごとに小さなテントが立っている。規模としては小さい市場だが、各地から巡礼者が来ている。

湘楼岳（しょうろうだけ）
東に雲州村、紅梅村、菫東村がある。
空の域（くうのいき）
どの国にも属さずどの国にも通じる場所。草原が広がるが、焔紅国との境には見上げるほどの石垣と結界が延々と築かれている。

### 妖界ナビ・ルナ(2) 人魚のすむ町
港町
ルナ達が訪れた、異国情緒ただよう港町。かつては小さな漁村だった。
コーポ八百八（コーポやおはち）
港町でルナ達が住んでいたアパート。築30年の木造2階建て。ペット禁止。玄関は新聞紙ほどの広さで、部屋はひとつ。ルナ達は収入がほとんどないので、安いおんぼろアパートに泊まることが多い。名前は八百比丘尼からか。
青い鳥文庫版では築50年に変更されている。

水晶玉
願いの叶う水晶玉。緑色に光る。昔、人魚が怪我を手当てしてもらったお礼にと、じっちゃんの祖先に預けた物。じっちゃんの家系は代々この水晶玉で願いを叶え、ひいらぎやも先代の願いで開かれたが、じっちゃん本人は人魚に返すことだけを考えている。
実はしずくの母が、人間界に行こうとしていた妹がまた妖界に帰ってこられるようにと、自らの寿命、妖力と引き換えに作ったもの。人魚が触れると液体になり、人間に飲ませるとその寿命と引き換えに人魚は妖界に帰れる。死にそうなしずくのためにリョウは自らこれを飲もうとしたが、ルナに阻止された。
伝説
じっちゃんがルナに話した、不思議な女の伝説。年をとらない不思議な女と、願いを叶える水晶玉の話。実はその女はしずくの叔母である。

### 妖界ナビ・ルナ(3) 黒い森の迷路
果南島（はてなじま）
半分近くの面積を“楽園”というテーマパークが占めている小さな島。旅行客の連続行方不明事件が起こっていた。モデルは沖縄。
ハイツ海ぼうず（ハイツうみぼうず）
果南島でルナ達が住んでいたアパート。コーポ八百八に負けないおんぼろさ。海を見下ろす高台にある。
やまびこ
幹太郎が経営する、オープンテラス式の喫茶店。カンタロウケーキとカンタロウジュースの“カンタロウセット”が、果南島の旅行客の間で密かなブームになっていた。

島の御霊（しまのみたま）
果南島にある魅惑の森の、洞窟の奥にある玉。住民からは島の神と呼ばれている。

### 妖界ナビ・ルナ(4) 火をふく魔物
風の町
風が強くふく町。妖怪の匂いを感じ取り、ルナ達はここにやってきた。
カルメラ荘（カルメラそう）
風の町でルナ達が住んでいたアパート。おんぼろだが、風呂はある。ルナ達の部屋は前の住人がヘビースモーカーだったらしく、ヤニくさい。

フラヒドリの玉（フラヒドリのたま）
フラヒドリの爪が封印されている玉。しくしくと泣き声を発したり、光ったりする。ユージを操り、火事を起こしていた。

### 妖界ナビ・ルナ(6) 赤い花の精霊
日向村（ひなたむら）
村民が原因不明の熱におかされ、倒れていく事件が発生している村。戦国時代の武将の秘湯として知られた温泉地に近く、低い山に囲まれた集落で、北の町よりも温暖な気候。
紅見草（あかみそう）
マメ科の花で、レンゲに似ている。日向村のある地方にしか咲かない花で、味は食用菊のような味。根に解毒作用があり、昔は薬の代わりとされていた。昔はたくさん咲いていたが、その数は減少し、今ではまったく見られなくなった。
群集する習性があり、そのさまが“真っ赤に染まった海”のように見えることから“紅海草”と呼ばれ、それが訛り“紅見草”と呼ばれるようになった。

### 妖界ナビ・ルナ(7) 青き龍の秘宝
留茅湖（るちこ）
険しい山の頂にある湖。中央には湿原がある。龍にまつわる民話に関わっている。
龍の笛
朝香の祖母に受け継がれていた笛。満月に五色の雲がかかったとき、レンがこの笛を吹くと龍が現れた。

### 妖界ナビ・ルナ(8) 白銀に光る剣
ねこやしき
市街地の外れ、低い山が間近に迫る所にあるベーカリー。すべての商品名が奇天烈（例としてチーズの手、カスタードの鼻）なことで知られる。ルナ達がここを訪れたときは未だ開店したばかりだった。ここでルナは梨子とぶつかり、キーホルダーを拾う。
あんず
梨子の家族が経営している古民家喫茶。ねこやしきから徒歩で10分程の距離。店内は厚い木の丸テーブル、尻の形に合わせて刳り抜いた椅子が並び、オレンジ色のアンティークなランプが飾られている。
稲荷神社
あんずのある坂道を行った先にある神社。赤い鳥居がある。ルナや梨子からは「お稲荷さん」とも呼ばれている。ナツメはここに居る所を見られた事があり、憑き物の噂を立てられている。
もみじのトンネル
稲荷神社の手前、右に伸びた細い山道。紅葉並木が枝を伸ばし、トンネルの様になっている。妖界のような雰囲気がある。ここでもっけは沙李の気配を感じる。
駿尾が結界を張っており、その向こうには茅葺きの民家がある。玄関は引き戸で、敷居を跨ぐと土間、一段上がって黒光りした床が広がる。
陽気荘（ようきそう）
築50年の木造アパート。錆び付いた外階段を1階上がって右の部屋がルナ達の住処。
キーホルダー
梨子とナツメが所持している、剣型のキーホルダー。凝った造りで鞘から剣を抜き出せる。梨子のは赤、ナツメのは青を基調としている。駿尾の張った結界を通るために必要だった。

### 妖界ナビ・ルナ(9) なぞの黒い杖
竜宮屋
乙久の経営するみやげもの屋。簡素なテーブルと椅子が並び、おでんや甘酒を売っている。ここで笙と舞に出会う。
平目荘
ぼろアパート好きのルナ達でさえ仰天したおんぼろアパート。
伝説のどうくつ
この地に伝わる竜宮伝説に登場する竜宮城の入り口とされる海蝕どうくつ。乙久はここで怪我をしたと言われる。

## その他
- フォア文庫版では2巻からおまけコーナー「るなてぃっく・ルーム」、「ルナ・レインボー」が連載された。内容は次回予告、読者からの質問への返答、4コマ漫画などさまざま。巻によっては読者によるルナのファッションや、「ナビ・ルナ名前当てクイズ」などが代理掲載された。また、解説や後書きは時に遊びに利用され、クイズやキャラなりきり、座談会が掲載されることもあった。青い鳥文庫版では削除されている。
- 2009年7月25日に開催した「青い鳥文庫夏まつり2009」トークショー&サイン会にて配布された来場者向け記念品に、「摩訶不思議ネコ・ムスビ」とのコラボレーション小説が掲載された。内容はいつみ達が異世界に迷い込み、そこで行われていた夏祭りでルナ達と出会う、というもの。公式ウェブサイトにも公開されていたが、後に公開終了されている。
- 『しゅごキャラちゃん!』とのコラボレーション漫画「妖界ナビ・ルナ with しゅごキャラちゃん!」が『なかよし』2009年4月号に掲載された。『しゅごキャラちゃん!(2)』に収録。
- 『なかよし』2009年5月号に掲載された「くぇいるリコーダー」でうず目が登場する。
- 青い鳥文庫版『妖界ナビ・ルナ(8)』では書き下ろしの「陰陽師と祓魔師」が収録されている。内容はルナにそっくりな少女、ナギと出会い、彼女の能力を知り、共に戦うというもの。
- クリエイティヴ・コア発売『なかよしオールスターズ めざせ学園アイドル』にて竜堂ルナともっけが登場、共に『なかよし』(攻略)対象となっている。

## 作品一覧
原作
フォア文庫I期
ISBNコードはフォア文庫版 / 愛蔵版 の順に記載。
- 妖界ナビ・ルナ(1) 解かれた封印 ISBN 978-4-265-06352-9 / ISBN 978-4-265-06741-1
- 妖界ナビ・ルナ(2) 人魚のすむ町 ISBN 978-4-265-06355-0 / ISBN 978-4-265-06742-8
- 妖界ナビ・ルナ(3) 黒い森の迷路 ISBN 978-4-265-06356-7 / ISBN 978-4-265-06743-5
- 妖界ナビ・ルナ(4) 火をふく魔物 ISBN 978-4-265-06359-8 / ISBN 978-4-265-06744-2
- 妖界ナビ・ルナ(5) 光と影の戦い ISBN 978-4-265-06363-5 / ISBN 978-4-265-06745-9
- 妖界ナビ・ルナ(6) 赤い花の精霊 ISBN 978-4-265-06365-9 / ISBN 978-4-265-06746-6
- 妖界ナビ・ルナ(7) 青き竜の秘宝 ISBN 978-4-265-06369-7 / ISBN 978-4-265-06747-3
- 妖界ナビ・ルナ(8) 白銀に光る剣 ISBN 978-4-265-06374-1 / ISBN 978-4-265-06748-0
- 妖界ナビ・ルナ(9) なぞの黒い杖 ISBN 978-4-265-06376-5 / ISBN 978-4-265-06749-7
- 妖界ナビ・ルナ(10) 黄金に輝く月 ISBN 978-4-265-06379-6 / ISBN 978-4-265-06750-3

フォア文庫II期
- 妖界ナビ・ルナII-(1) 妖界への帰還 ISBN 978-4-265-06385-7
- 妖界ナビ・ルナII-(2) 果て遠き旅路 ISBN 978-4-265-06391-8

青い鳥文庫
- 妖界ナビ・ルナ(1) 解かれた封印 ISBN 978-4-06-285584-6
- 妖界ナビ・ルナ(2) 人魚のすむ町 ISBN 978-4-06-285598-3
- 妖界ナビ・ルナ(3) 黒い森の迷路 ISBN 978-4-06-285626-3
- 妖界ナビ・ルナ(4) 火をふく魔物 ISBN 978-4-06-285653-9
- 妖界ナビ・ルナ(5) 光と影の戦い ISBN 978-4-06-285674-4
- 妖界ナビ・ルナ(6) 朱雀・青龍編 ISBN 978-4-06-511746-0
- 妖界ナビ・ルナ(7) 白虎・玄武編 ISBN 978-4-06-513221-0
- 妖界ナビ・ルナ(8) 決戦と決別と…… ISBN 978-4-06-514330-8
- 妖界ナビ・ルナ(9) 妖界への帰還 ISBN 978-4-06-516137-1
- 新 妖界ナビ・ルナ(1) ガラスの指輪 ISBN 978-4-06-285097-1
- 新 妖界ナビ・ルナ(2) 水底に沈む涙 ISBN 978-4-06-285135-0
- 新 妖界ナビ・ルナ(3) 星夜に甦る剣 ISBN 978-4-06-285164-0
- 新 妖界ナビ・ルナ(4) ひと粒の奇跡 ISBN 978-4-06-285203-6
- 新 妖界ナビ・ルナ(5) 刻まれた記憶 ISBN 978-4-06-285231-9
- 新 妖界ナビ・ルナ(6) 瑠璃色の残像 ISBN 978-4-06-285270-8
- 新 妖界ナビ・ルナ(7) 空と月の幻惑 ISBN 978-4-06-285298-2
- 新 妖界ナビ・ルナ(8) 宿命の七つ星 ISBN 978-4-06-285337-8
- 新 妖界ナビ・ルナ(9) 流星の蜃気楼 ISBN 978-4-06-285386-6
- 新 妖界ナビ・ルナ(10) 天泣の道なり ISBN 978-4-06-285441-2
- 新 妖界ナビ・ルナ(11) 伝説の御子へ ISBN 978-4-06-285468-9
- 悪夢へのプロローグ（『おもしろい話が読みたい! マジカル編』に収録）

ファンブック
- 新 妖界ナビ・ルナ×摩訶不思議ネコ・ムスビ 最強ファンブック 〜物語は、終わらない〜 ISBN 978-4-06-219726-7

漫画版
- 妖界ナビ・ルナ(1) ISBN 978-4-06-364209-4 / ISBN 978-4-06-362128-0（特装版）
  - 原作(1) 第1章から戦闘終了に相当する。特装版のみ「別冊ナビ・ルナVol. 1」が付属、短編「マッチ売りのルナ」や作者あとがき等を収録。

- 妖界ナビ・ルナ(2) ISBN 978-4-06-364217-9 / ISBN 978-4-06-362136-5（特装版）
  - 原作(1) 最終章から原作(2) 戦闘直前に相当する。特装版のみ「別冊ナビ・ルナVol. 2」が付属、番外編「届かなかった手紙」と作者あとがき等を収録。

- 妖界ナビ・ルナ(3) ISBN 978-4-06-364226-1 / ISBN 978-4-06-362142-6（特装版）
  - 原作(2) 終盤から原作(3) 中盤に相当する。特装版のみ「別冊ナビ・ルナVol. 3」が付属。番外編「もっけ、JKの味方になる!?」、「タイとの生活。〜カザンの日記から〜」等を収録。

- 妖界ナビ・ルナ(4) ISBN 978-4-06-364245-2 / ISBN 978-4-06-362155-6（特装版）
  - 原作(3) 戦闘から原作(4) 戦闘直前に相当する。特装版のみ「別冊ナビ・ルナVol. 4」が付属。番外編「ルナたろう」等を収録。

- 妖界ナビ・ルナ(5) ISBN 978-4-06-364263-6 / ISBN 978-4-06-362160-0（特装版）
  - 戦闘から原作(5) 土の玉登場に相当する。特装版のみ「別冊ナビ・ルナvol. 5」が付属。番外編「銀色の姫君に永遠の愛を誓う」等を収録。

- 妖界ナビ・ルナ(6) ISBN 978-4-06-364272-8 / ISBN 978-4-06-362166-2（特装版）
  - 原作(5) 悠久の玉登場から原作(6) 第1章に相当する。特装版のみ「別冊ナビ・ルナvol. 6」が付属。番外編「スネリと猫の館」等を収録。

- 妖界ナビ・ルナ(7) ISBN 978-4-06-364294-0 / ISBN 978-4-06-362180-8（特装版）
  - 原作(6) 第2章に相当する分と番外編「妖界に消える二つの月」を収録。特装版のみ「別冊ナビ・ルナvol. 7」が付属。番外編「もしもねがいがかなうなら…」、「あした地球が滅亡するとしたら」、戸部淑書き下ろしの絵等を収録。